# حركة الأرض
حركة الأرض حركة سياسية قومية عربية، تم حظرها وملاحقة قياداتها، تأسست داخل إسرائيل في نيسان 1959 حيث عقد الاجتماع التأسيسي لحركة الأرض. نشأت الحركة بدعوة ومبادرة من الخط القومي بين فلسطينيي إسرائيل وعلى رأسهم منصور كردوش وحبيب قهوجي. تم اختيار الاسم للدلالة على تعلق الفلسطينيين بأرضهم. وصدر عن الاجتماع التأسيس بيان يطالب لإسرائيل بالاعتراف بأن الحركة القومية العربية هي الحركة الحاسمة في المنطقة وأن على إسرائيل أن تقطع ما بينها وبين الحركة الصهيونية من صلة، وطالب البيان بعودة اللاجئين إلى أرضهم وأملاكهم.
رفضت السلطات الإسرائيلية منح الحركة تصريحاً لإصدار جريدة فأصدرت الحركة نشرات تحت أسماء مختلفة: «الأرض» باسم حبيب قهوجي و«الأرض الطيبة» موقعة باسم منصور كردوش و«شذى الأرض» باسم صبري جريس وغيرها. بعد العدد السادس اعتبرت السلطات الإسرائيلية أن «الأرض» هي حركة تشكل خطراً على أمن الدولة. وقدمت مصدري الجريدة إلى المحاكمة.
عام 1964 أعدت الحركة مذكرة مطولة عن أوضاع العرب في إسرائيل وبعثت نسخاً منها إلى الأمين العام للأمم المتحدة وإلى صحف عالمية وشخصيات دولية معروفة. وتمكنت الحركة من إقامة 15 نادياً ثقافيا في القرى العربية. في متصف تموز أعلنت الحركة قيامها رسميا تحت اسم حركة الأرض وطلبت تسجيلها كحزب سياسي. رفضت السلطات الإسرائيلية الطلب واعتبرت أن الحركة تمس بكيان الدولة وسلامتها وطالبتها بحل نفسها. وأصدر ليفي إشكول رئيس الوزراء آنئذ أمراًً بحل حركة الأرض واعتبارها خارجة على القانون.
بقي نشاط الحركة مجمداً حتى 1965، إذ ظهرت مجدداً ولآخر مرة حيث حاولت دخول الكنيست من خلال انتخابات تلك السنة. شملت قائمة «القائمة الاشتراكية» أربعة من مؤسسي حركة الأرض، على رأسهم صالح برانسي ويليه حبيب قهوجي وصبري جريس وآخرهم منصور كردوش. قامت السلطات الإسرائيلية بنفي القياديين الأربعة إلى مناطق مختلفة في فلسطين وفرضت الإقامة الجبرية على نشيطي الحركة ثم رفضت لجنة الانتخابات ترشح القائمة. كان هذا النهاية العلنية لحركة الأرض. عشية حرب 1967 اعتقلت الشرطة الإسرائيلية بعض قياديي الحركة. في شهر أيار 1968 نفت إسرائيل حبيب قهوجي من فلسطين بعد اعتقاله إدارياً مع زوجته أكثر من سنة، فتوجه إلى قبرص ثم لبنان فسورية. كما غادر صبري جريس فلسطين متوجهاً إلى أثينا فلبنان.

## انظر ايضًا
- الحزب الشيوعي الإسرائيلي
- الحكم العسكري الإسرائيلي